# چاه شهید قدوسی
چاه شهیدقدوسی یک روستا در ایران است که در دهستان هرابرجان واقع شده‌است.